# Drien Calee
Drien Calee is een bestuurslaag in het regentschap Aceh Barat van de provincie Atjeh, Indonesië. Drien Calee telt 172 inwoners (volkstelling 2010).